# Wanyuan
Wanyuan (万源 ; pinyin : Wànyuán) est une ville de la province du Sichuan en Chine. C'est une ville-district placée sous la juridiction administrative de la ville-préfecture de Dazhou.

## Démographie
La population du district était de 541 732 habitants en 1999.